# 70th Birthday Celebration
Die 70th Birthday Celebration [ˈsɛvntɪəθ ˈbɜːθdeɪ ˌsɛlɪˈbreɪʃən] (englisch: „70ste Geburtstagsfeier“) war eine Konzerttournee des britischen Rockmusikers Eric Clapton. Die Konzertserie begann am 1. Mai im Madison Square Garden von New York City und endete am 23. Mai in der Londoner Royal Albert Hall. Insgesamt trat der Brite neun Mal während der Tournee auf (2 Nordamerika; 7 Europa).
Claptons Setlist bestand aus einer Mischung von Hit-Songs seiner Karriere und Blues-Titeln, die er entweder neu interpretierte oder gemäß einer auf einem Album enthaltenen Version vortrug; so spielte der Brite beispielsweise die Lieder Key to the Highway, Pretending, Hoochie Coochie Man, I Shot the Sheriff, Nobody Knows You When You’re Down and Out, Tears in Heaven, Layla, Wonderful Tonight, Let It Rain, Crossroads und Cocaine für die Konzertbesucher.
Insgesamt trat der Brite vor 61.017 Zuschauern auf und erzielte Einnahmen in Höhe von 10.529.370 US-Dollar.

## Tourneegeschehen
Die Tournee begann am 1. Mai 2015 mit einem Konzert im New Yorker Madison Square Garden, gefolgt von einem zweiten am 3. Mai. Vom 14. bis 23. Mai trat Clapton mit 7 Konzerten in der Londoner Royal Albert Hall auf. Alle Konzerte waren innerhalb kürzester Zeit ausverkauft, bei einem hohen Ticket-Preis für Veranstaltungen der Rockmusik, welcher auch Einzelkartenpreise von 2.000 Euro überstieg. Als Vorband traten Andy Fairweather Low und seine Low Riders auf. Eric Clapton überraschte seine Fans während der Konzerte, indem er Gastmusiker wie Derek Trucks, Doyle Bramhall II, Jimmie Vaughan und John Mayer auf die Bühne brachte und eine zu Brownie ähnliche Fender Stratocaster verwendete.
Für mediales Aufsehen sorgten die beiden Konzertbesuche von Kim Jong-chol, dem Bruder des nordkoreanischen Diktators Kim Jong-un in London. Zum Abschluss seines letzten Konzertes ging Clapton zum Mikrofon und sagte, dass es für ihn eine „fantastische, aber harte Woche“ gewesen sei. Mit dem Ausspruch „wir sehen uns irgendwann wieder“ endete er seine Tournee.
Während allen Konzerten wurde Clapton als Gitarrist und Sänger von Nathan East am Bass, Steve Gadd am Schlagzeug, Chris Stainton am Keyboard sowie Paul Carrack an der Hammond-Orgel begleitet. Background Vocals sangen Michelle John und Sharon White.

## Konzerttermine
| Datum           | Stadt           | Land                   | Veranstaltungsort     | Besucherzahl            | Einnahmen   |
| Nordamerika     | Nordamerika     | Nordamerika            | Nordamerika           | Nordamerika             | Nordamerika |
| --------------- | --------------- | ---------------------- | --------------------- | ----------------------- | ----------- |
| 1. Mai 2015     | New York        | Vereinigte Staaten     | Madison Square Garden | 29.650 / 29.650         | $6.096.620  |
| 3. Mai 2015     | New York        | Vereinigte Staaten     | Madison Square Garden | 29.650 / 29.650         | $6.096.620  |
| Europa          |                 |                        |                       |                         |             |
| 14. Mai 2015    | London          | Vereinigtes Konigreich | Royal Albert Hall     | 31.367 / 31.367         | $4.432.750  |
| 15. Mai 2015    | London          | Vereinigtes Konigreich | Royal Albert Hall     | 31.367 / 31.367         | $4.432.750  |
| 17. Mai 2015    | London          | Vereinigtes Konigreich | Royal Albert Hall     | 31.367 / 31.367         | $4.432.750  |
| 18. Mai 2015    | London          | Vereinigtes Konigreich | Royal Albert Hall     | 31.367 / 31.367         | $4.432.750  |
| 20. Mai 2015    | London          | Vereinigtes Konigreich | Royal Albert Hall     | 31.367 / 31.367         | $4.432.750  |
| 21. Mai 2015    | London          | Vereinigtes Konigreich | Royal Albert Hall     | 31.367 / 31.367         | $4.432.750  |
| 23. Mai 2015    | London          | Vereinigtes Konigreich | Royal Albert Hall     | 31.367 / 31.367         | $4.432.750  |
| Zusammenfassung | Zusammenfassung | Zusammenfassung        | Zusammenfassung       | 61.017 / 61.017 (100 %) | $10.529.370 |

## Rezeption
Musik-Journalistin Nekesa Mumbi Moody von Yahoo Music lobte das erste Konzert im Madison Square Garden und hebt Claptons Gitarrenspiel vor allem während I Shot the Sheriff, Crossroads, Layla und Cocaine hervor. Des Weiteren bezeichnet Moody Claptons gemeinsame Darbietung mit Jimmie Vaughan von Before You Accuse Me als „majestätisch“. Laut Kai Wichelmann vom Rolling Stone betrat Clapton die Bühne „schnörkellos und ohne Geburtstagskuchen oder Vorredner [… und] rockte sich durch“. Tears in Heaven „avancierte [Clapton] vielleicht zum anrührendsten Moment des [ersten] Abends“, so Wichelmann.
Der New-York-Times-Kritiker Nate Chinen äußerte sich positiv zu beiden Nächten in New York City und fasste zusammen, dass Clapton weder aufgeregt noch oberflächlich war und den Zuschauern einen gemütlichen Abend voller Aufregung bereitete. Kritiker James Hall von Telegraph.co.uk findet, dass Clapton seine Londoner Konzerte technisch einwandfrei gespielt habe, sich jedoch auch ein wenig zu sehr zurücklegte. Er vergab 3 von 5 möglichen Punkten für die Konzerte.